# Извод (текстология)
Изво́д — в текстологии вариант текста, отличающийся от других списков (экземпляров) этого памятника языковыми особенностями (особенностями языка, диалекта, орфографии), в том числе хронологическими (поновлениями) или региональными.

## Характеристика
Памятник, переписываясь в определённой среде, местности, стране, в определённый период, впитывает в себя черты данной среды, поскольку в этих условиях текст неизбежно отражает присущие переписчикам особенности. Возникает извод памятника: региональный — болгарский, сербский, молдаво-влахийский, русский, новгородский, псковский, ростовский, западнорусский, украинский, белорусский и т. п., или хронологический — извод XVI или XVII и т. п..
Иногда текст имеет смешанные изводы: украинско-сербский, болгаро-русский и т. п. Это означает, что текст прошёл через переписку в разных местностях и странах, переписывался вначале в одной стране, потом в другой, и в нём отразились особенности не одного языка, но двух или даже трёх. В случае со средневековой славянской литературой рукописи, написанные на понятном во многих славянских странах литературном языке, часто перевозились из страны в страну, жертвовались, продавались и т. д. Имелись случаи, когда русский писец работал в Болгарии, на Афоне, в Константинополе или южнославянский писец переезжал на Русь и занимался не только перепиской книг, но и самостоятельным литературным творчеством (болгарин-митрополит Киприан, Пахомий Серб и др.).

## Извод и редакция
Редакцией в текстологии, как правило, считается группа списков, в которых фиксируется сознательное стремление дать особый текст по идейным, стилистическим или иным соображениям. Извод представляет собой группу списков, отличающихся общими языковыми изменениями, в том числе хронологическими (поновлениями) или региональными. Если редакция создаётся целенаправленно, то извод формируется стихийно, в результате многократной переписки текста в определённой среде, местности, стране.
Однако часто под редакцией памятника понимается его происхождение по языку (сербская редакция, болгарская, русская и т. д.). В данных случаях понятие «редакция» тождественно «изводу».
Иногда писец создаёт не только языковые особенности текста, но и вносит сознательные изменения. В этом случае извод совпадает с редакцией.

## Извод, вид, вариант
Если в группе списков не обнаруживается сознательного стремления изменить текст (не редакция), а есть только вариант текста, образовавшийся в результате нарастания ошибок в процессе переписывания текста и их исправлений и при этом не носящий языкового характера (не извод), такая группа называется видом памятника, видом редакции или просто вариантом текста, группой списков.